# FK Spartak Subotica
FK Spartak Subotica (Servisch: ФК Спартак Златибор вода) is een Servische voetbalclub uit Subotica.
De club werd in 1945 opgericht als FK Spartak Subotica en speelde een jaar later al in de hoogste klasse van Joegoslavië en werd meteen 6de op 14 clubs. Het volgende seizoen telde de competitie nog maar 10 clubs en eindigde Spartak voorlaatste en degradeerde. Na één seizoen keerde de club terug en zou normaal gedegradeerd zijn, ware het niet dat Nasa Krila Zemun opgeheven werd en Spartak redde, al was het slechts uitstel van executie, in 1951 degradeerde de club opnieuw.
Ook nu kon Spartak na één seizoen terugkeren naar de hoogste klasse en kon nu 6 seizoenen stand houden tot 1958, Spartak eindigde 12de op 14 en zou normaal niet degraderen maar de competitie werd van 14 naar 12 clubs gebracht waardoor Spartak pech had. In 1962 haalde de club de finale van de beker als tweedeklasser en verloor daar me 4-1 van OFK Belgrado.
Het duurde tot 1972 vooraleer opnieuw promotie werd afgedwongen, na één seizoen verdween de club weer en keer pas in 1986 terug. Ook deze keer kon Spartak niet standhouden, de volgende terugkeer liet echter niet zo lang op zich wachten en in 1988 bracht de club weer eersteklassevoetbal. In 1991 eindigde de club laatste maar door de verbrokkeling van Joegoslavië en het daarmee gepaarde vertrek van grote clubs uit Kroatië en Slovenië kon Spartak in de hoogste klasse blijven (de Bosnische en Macedonische clubs zouden pas na het volgende seizoen vertrekken). In 1993 degradeerde de club opnieuw en keerde in 1994 terug voor het lenteseizoen, na het herfstseizoen van 1994 moest de club weer een stap terugzetten.
In 1998 promoveerde de club opnieuw en stond laatste na 24 wedstrijden toen de competitie werd stilgelegd door de NAVO-aanvallen op Joegoslavië. In 2000 degradeerde de club weer en in 2002 zakte Spartak zelfs weg naar de 3de klasse en eindigde daar in het eerste seizoen 14de op 18. Het volgende seizoen werd de titel echter gehaald en keerde de club terug naar de tweede klasse.
In 2007 werd de club voorlaatste en degradeerde het naar de 3e divisie. In de zomer van 2008 fuseerde de club met FK Zlatibor Voda en werd de naam FK Spartak Zlatibor Voda aangenomen. Omdat FK Zlatibor Voda dat jaar kampioen van de Servische 3e divisie werd, mocht de nieuwbakken club voorafgaande aan het seizoen 2008/09 in de Servische 2e divisie beginnen. Door een competitie-uitbreiding van de hoogste klasse kon de club na één seizoen al meteen doorstoten naar de hoogste klasse. In 2013 werd de naam weer FK Spartak Subotica.

## Erelijst
- Beker van Joegoslavië

Finalist: 1962, 1994
- Mitropacup

Finalist: 1987

## FK Spartak in Europa
#Q = #kwalificatieronde, 1/2 = halve finale, T/U = Thuis/Uit, W = Wedstrijd, PUC = punten UEFA coëfficiënten .
Uitslagen vanuit gezichtspunt FK Spartak Subotica
| Seizoen | Competitie    | Ronde     | Land                   | Club                   | Totaalscore | 1e W    | 2e W                | PUC |
| ------- | ------------- | --------- | ---------------------- | ---------------------- | ----------- | ------- | ------------------- | --- |
| 1987    | Mitropacup    | 1/2       | Vlag van Italië        | Ascoli Calcio 1898     | 1-2         | 1-2 (U) |                     | 0.0 |
|         |               | 3e plaats | Vlag van Tsjechië      | Bohemians Praag        | 1-0         | 1-0     | < Porto San Elpidio | 0.0 |
| 2010/11 | Europa League | 2Q        | Vlag van Luxemburg     | AS Differdange         | 5-3         | 3-3 (U) | 2-0 (T)             | 2.5 |
|         |               | 3Q        | Vlag van Oekraïne      | Dnjepr Dnjepropetrovsk | 2-3         | 2-1 (T) | 0-2 (U)             | 2.5 |
| 2018/19 | Europa League | 1Q        | Vlag van Noord-Ierland | Coleraine FC           | 3-1         | 1-1 (T) | 2-0 (U)             | 2.5 |
|         |               | 2Q        | Vlag van Tsjechië      | Sparta Praag           | 3-2         | 2-0 (T) | 1-2 (U)             | 2.5 |
|         |               | 3Q        | Vlag van Denemarken    | Brøndby IF             | 1-4         | 0-2 (T) | 1-2 (U)             | 2.5 |

Totaal aantal punten voor UEFA coëfficiënten: 5.0
Zie ook
- Deelnemers UEFA-toernooien Servië
- Deelnemers UEFA-toernooien Joegoslavië
- Ranglijst van alle clubs die in de diverse Europa Cups zijn uitgekomen

## Bekende (oud-)spelers
- Aleksandar Bjelica